# 金承穆
金 承穆（キム・スンモク、朝鮮語: 김승목、1929年9月3日 - 2003年2月19日）は、大韓民国の政治家。第8・10・11代韓国国会議員。本貫は善山金氏。
女優のチン・ドヒの従兄である。

## 経歴
日本統治時代の慶尚北道善山郡（現・亀尾市）に生まれた。釜山商業高等学校（現・開成高等学校）を経て、延世大学校政法大学政治外交科卒業。その後民主党総裁秘書室長、民衆党党首秘書室長、越南派遣国軍慰問団代表などを務めた。
1971年の第8代総選挙に新民党の公認で立候補して当選し国会議員となり、新民党釜山市党委員長、釜山市東区党委員長、全党大会副議長などを務めた。1978年の第10代総選挙に新民党の公認で立候補して再び当選し、民主韓国党宣伝分科委員長、党務委員、釜山市党委員長などを務めた。1981年の第11代総選挙に民主韓国党の公認で立候補して当選し、民主韓国党民主改革特別委員長、韓日議員連盟副幹事長、列国議会同盟韓国理事会副議長などを務めた。
2003年2月19日、持病のため75歳で死去した。